# 제벨리 트빌리시

제벨리 트빌리시 거리

제벨리 트빌리시(조지아어: ძველი თბილისი)은 조지아의 수도 트빌리시의 업무 구역이자 구시가지다.  대부분의 건물은 언덕에 있으며 주로 19세기에 지어졌다. 역사적, 문화적 가치가 높아 세계 유물 감시목록(World Monuments Watch, WMW)에 등재되었다.